# ホレイシャス・ボナー

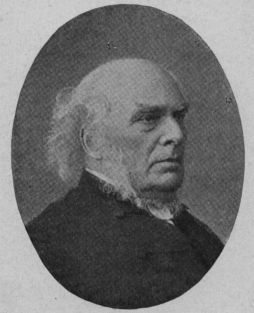
ホレイシャス・ボナー

ホレイシャス・ボナー（Horatius Bonar、1808年12月19日 - 1889年5月31日）は、スコットランドの牧師、賛美歌作家である。イギリスの5大賛美歌作家の1人である。

## 生涯
1808年にエディンバラに生まれた。エディンバラ大学を卒業した後、スコットランド国教会のリースの教会の副牧師になり、後に各地で牧師を務める。1843年に国教会が分裂した時に、自由教会に関わり、自由教会の重鎮になった。1866年エディンバラのチャーマー記念教会の牧師になり、晩年は自由教会の総会議長に選ばれた。
生涯に、10巻の讃美歌集を出版した。それらは、スコットランド地方に創作讃美歌が普及するきっかけになった。

## 作品
- 「ひろしともひろし」賛美歌（1954年版）82番